# Hans Zint
Hans Zint (* 15. September 1882 in Stuhm (Westpreußen); † 1. März 1945 in Hermsdorf/Kynast) war ein deutscher Richter und Politiker (SPD und Sozialdemokratische Partei der Freien Stadt Danzig). 

## Leben und Wirken
Hans Zint war der Sohn des Kreisschulinspektors und Schulrates Bruno Zint und dessen Frau Elise geborene Schneider. Er besuchte das Gymnasium in Marienburg und studiert nach dem Abitur Rechtswissenschaften in Leipzig, Berlin, München und Greifswald. Das Referendariat absolvierte er in Christburg, Elbing und Marienwerder. Er wurde zum Dr. Jur. promoviert. 1910 bestand er das Assessorexamen mit Auszeichnung und wurde im gleichen Jahr Amtsrichter in Danzig. 1914 bis 1916 leistete er als Leutnant Kriegsdienst im Ersten Weltkrieg. 1921 wurde er Obergerichtsrat in Danzig und 1922 dort Landgerichtsdirektor. 1930 wechselte er als Landgerichtsdirektor nach Stettin und 1932 nach Breslau. Nach der Machtergreifung der Nationalsozialisten 1933 wurde er auf eigenen Wunsch pensioniert; er hatte sich geweigert auf dem Landgerichtsgebäude die Hakenkreuzfahne hissen zu lassen. Man holte ihn mit Gewalt auf die Straße und beschimpfte ihn.
Hans Zint war Mitglied der SPD und wurde bei der Wahl zur verfassungsgebenden Versammlung in Danzig 1920 als Spitzenkandidat der Sozialdemokratischen Partei der Freien Stadt Danzig 1920 in die Verfassunggebende Versammlung gewählt die später zum ersten Volkstag wurde. Er war Teilnehmer an einer Konferenz der Siegermächte im September 1920 in Paris über Vertrag Danzig mit Polen. Januar 1928 bis April 1930 war er nebenamtlicher Senator in Danzig.
Eine Reichstagskandidatur 1919 im Wahlkreis 2 (Provinz Westpreußen) blieb erfolglos.
1916 wurde er Mitglied und 1924 Vorsitzender der 1911 von Paul Deussen gegründeten Schopenhauer-Gesellschaft. Ab 1926 war er Herausgeber des Schopenhauer-Jahrbuches, in dem er auch veröffentlichte.